# September 1933
| Deze maand                                          |
| --------------------------------------------------- |
| - Burgeroorlog op Cuba - Begin proces Rijksdagbrand |

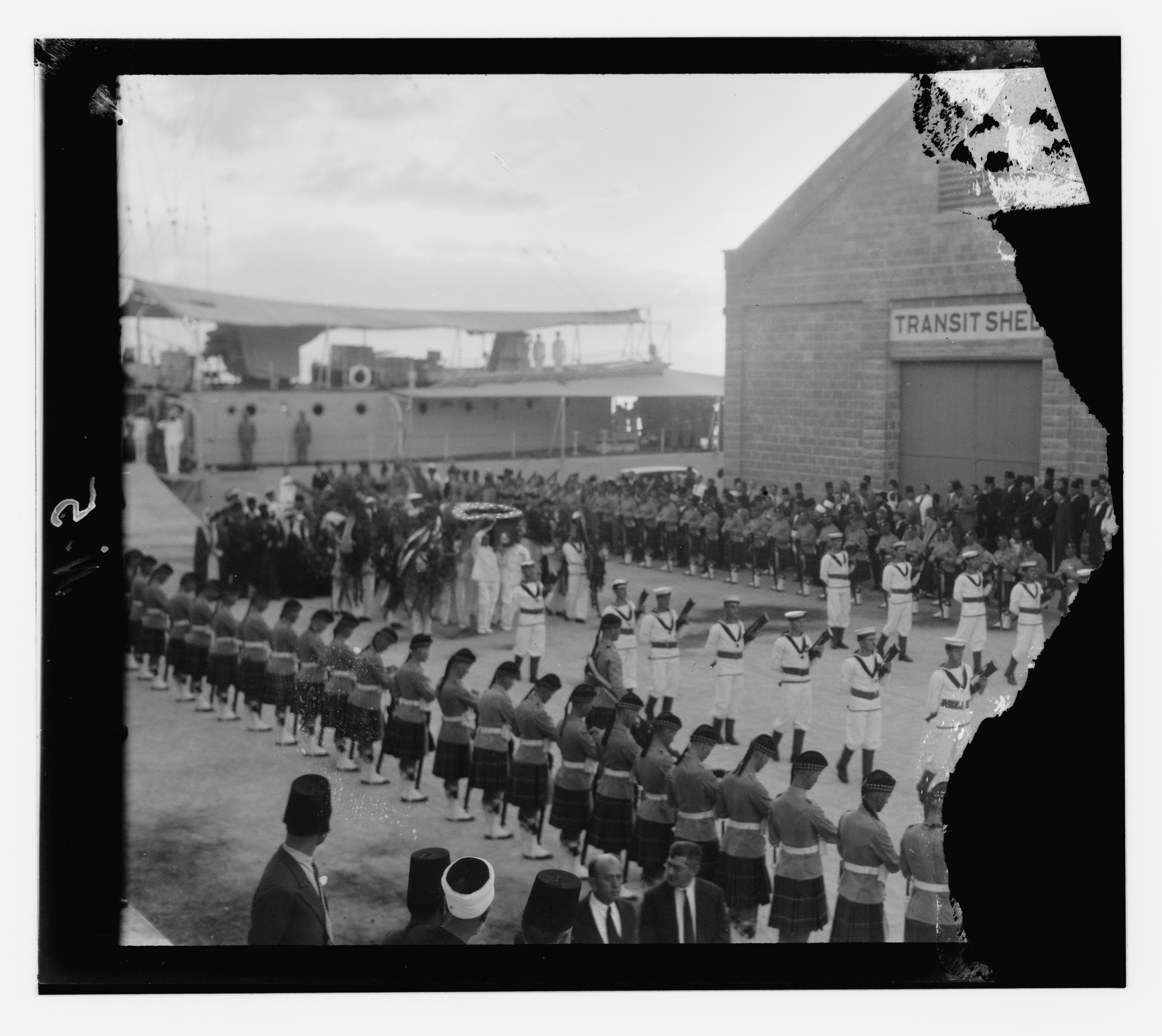
Het stoffelijk overschot van koning Feisal van Irak komt aan in Haifa, vanwaar het naar Baghdad zal worden overgebracht

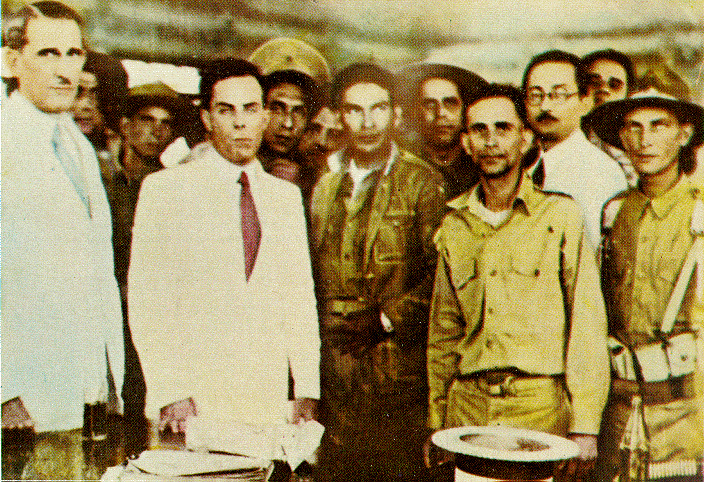
de leiders van de staatsgreep op Cuba

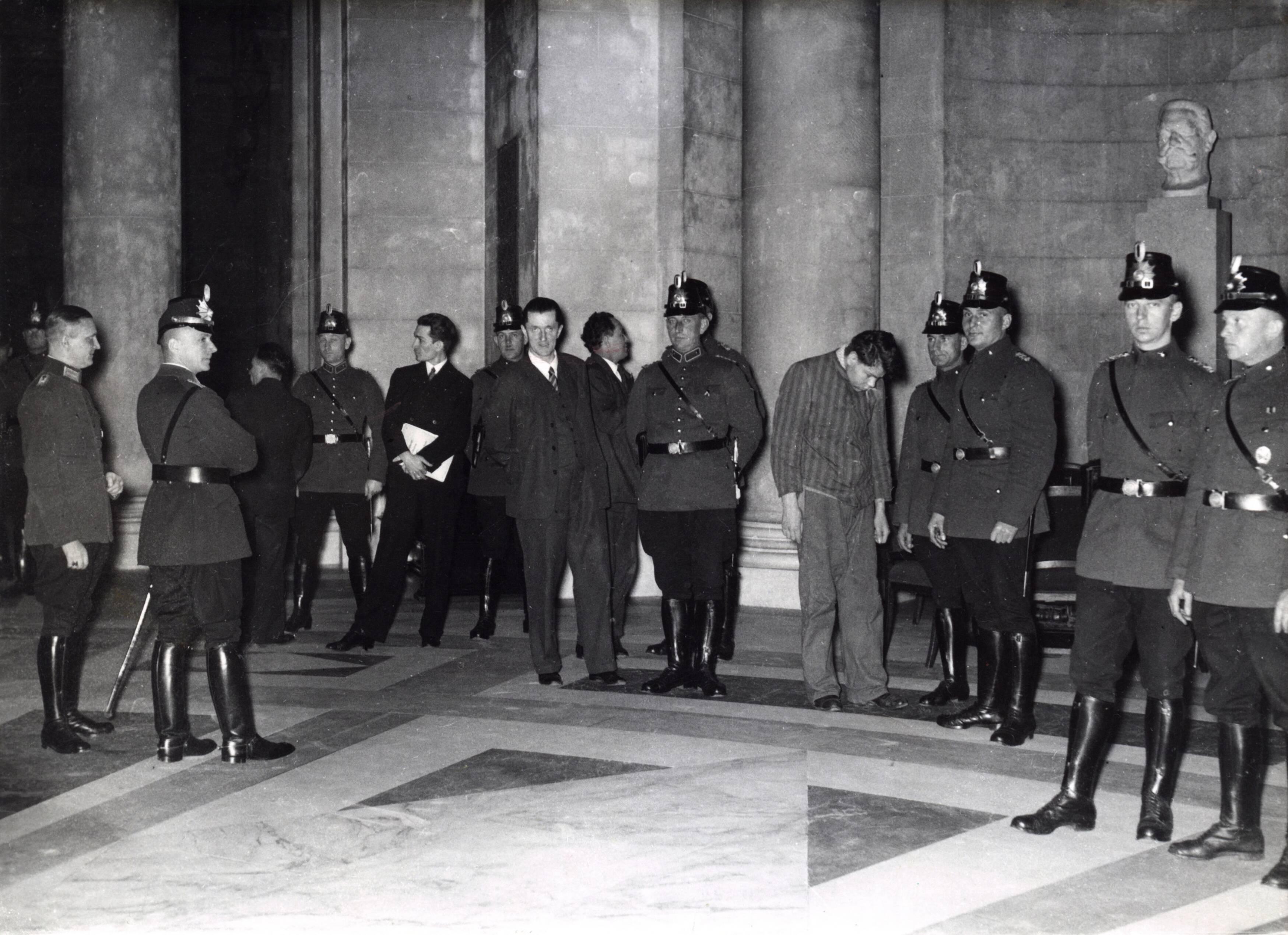
Het Rijksdagbrandproces in Berlijn

De volgende gebeurtenissen speelden zich af in september 1933. Sommige gebeurtenissen kunnen een of meer dagen te laat zijn vermeld doordat ze op de datum staan aangegeven waarop ze bekend zijn geworden in plaats van de datum waarop ze werkelijk hebben plaatsgevonden.
- 1: De Eindhovense hockeyclub Oranje Zwart wordt opgericht.
- 2: De Sovjet-Unie en Italië tekenen een neutraliteitsverklaring (als een van beide landen met een derde land in conflict komt, zal het andere land neutraal blijven).
- 3: Drie Ierse oppositiepartijen, de Cumann na nGaedhael (Cosgrave), de Centrumpartij (MacDermot) en de fascistische Blauwhemden (O'Duffy), vormen samen de Fine Gael.
- 6: De paus keurt de antisemitische maatregelen in Duitsland af.
- 7: De Cubaanse president Carlos Manuel de Céspedes en zijn regering worden tot aftreden gedwongen. Een militaire junta neemt de macht over. De Verenigde Staten brengen oorlogsschepen naar het gebied rond Cuba.
- 8: Koning Feisal van Irak overlijdt aan een hartaandoening. Zijn zoon Ghazi volgt hem op.
- 8: De regering-Azaña in Spanje treedt af.
- 10: Het concordaat tussen Duitsland en het Vaticaan wordt geratificeerd.
- 10: Bij ongelukken in de Grand Prix van Monza vinden drie coureurs (Giuseppe Campari, Baconin Borzacchini en Stanislas Czaykowski) de dood.
- 11: Ramón Grau San Martin wordt door de junta uitgeroepen tot de nieuwe president van Cuba. Op Cuba en in Argentinië wordt geprotesteerd tegen de aanwezigheid van de Amerikaanse marine.
- 12: De Tweede Kamer keurt het verbod op politieke uniformen goed.
- 13: De nog overgebleven wethouders in Amsterdam worden door de gemeenteraad tot aftreden gedwongen.
- 13: In Spanje wordt een nieuwe regering gevormd onder leiding van Alejandro Lerroux.
- 14: De kwestie van de vervolging van de Assyriërs in Irak wordt op de agenda voor de vergadering van de Volkenbond geplaatst.
- 15: De brug over het Merwedekanaal (tegenwoordig Amsterdam-Rijnkanaal) bij Diemen wordt in gebruik genomen.
- 16: Islamitische organisaties in Brits-Indië protesteren tegen de groeiende invloed van joden in Mandaatgebied Palestina.
- 19: De moordenaars van de Japanse premier Tsuyoshi Inukai worden veroordeeld tot 4 jaar gevangenisstraf en verbanning.
- 20: De wethouderscrisis in Amsterdam is opgelost; de stad heeft een nieuw college.
- 20: De Internationale Commissie van Juristen in Londen maakt haar conclusies over de Rijksdagbrand bekend:
  - Marinus van der Lubbe is niet met de communistische partij verbonden
  - De overige aangeklaagden zijn waarschijnlijk onschuldig
  - Marinus van der Lubbe moet hulp hebben gehad
  - Betrokkenheid van de nationaalsocialisten lijkt waarschijnlijk
- 21: Het proces tegen de verdachten van de Rijksdagbrand (Marinus van der Lubbe, Ernst Torgler, Georgi Dimitrov, Blagoi Popov en Vasil Tanev) begint.
- 25 - Actrice Esther de Boer-van Rijk viert haar 60-jarig toneeljubileum. In juli vierde ze onder grote belangstelling ook al haar 80ste verjaardag.[1]
- 26: In de Verenigde Staten wordt de politieke organisatie de "Zilverhemden" opgericht, onder leiding van Dudley Pelley. De organisatie is antikatholiek en antisemitisch, verzet zich tegen de politiek van Roosevelt en bewondert Hitler.
- 27: De Sovjet-Unie verbreekt de journalistieke betrekking met Duitsland nadat twee Russische journalisten korte tijd vast zijn gezet. Alle Duitse journalisten in de Sovjet-Unie worden uitgezet en alle Russische journalisten in Duitsland teruggeroepen.
- 28: In Duitsland wordt het maken van onderscheid tussen Arische en niet-Arische bedrijven als onwerkbaar afgeschaft. Het onderscheid diende om de laatste te kunnen boycotten.
- 29: Duitsland protesteert tegen het uitwijzen van Duitse journalisten door de Sovjet-Unie.
- 29: Australië neemt besluiten tot verdere bewapening.
- 29: De Verenigde Staten weigeren gehoor te geven aan een Brits verzoek om hun vlootuitbreiding uit te stellen tot na het einde van de Ontwapeningsconferentie.
- 29: Marinus van der Lubbe bekent schuld voor de Rijksdagbrand. Hij houdt vol dit alleen gedaan te hebben.
- 30: Duitsland biedt aan om aan 20.000 à 30.000 Nederlanders werk te verschaffen in de aanleg van autowegen.

En verder:
- St. Louis wordt getroffen door een epidemie van de slaapziekte.

<< · januari · februari · maart · april · mei · juni · juli · augustus · september · oktober · november · december · >>